# Kerstin König
Kerstin König (geb. 1990 in Düsseldorf) ist eine deutsche Schauspielerin.

## Leben
König studierte von 2011 bis 2015 an der Hochschule für Musik und Theater „Felix Mendelssohn Bartholdy“ Leipzig. Während des Studiums war sie für zwei Jahre im Studio des neuen theaters Halle, wo sie in verschiedenen Stücken auftrat. Dort spielte sie unter anderem die „Amalia von Edelreich“ in Schillers Die Räuber. Mit dieser Rolle war sie beim internationalen Schauspielschultreffen Istropolinana Projekt in Bratislava als „best actress“ nominiert. Sie arbeitete mit Regisseuren wie Ronny Jakubaschk, Jo Fabian, Henriette Hörnigk und Jörg Steinberg.
Ihr erstes Festengagement hatte sie von 2015 bis 2017 am Theater Augsburg. Seither ist sie freischaffend tätig.

## Theater
- 2015: Die Geierwally, als Walburga Stromminger, Regie: Gregor Tureček, Theater Augsburg
- 2015: Endstation Sehnsucht, als Eunice, Regie: Maria Viktoria Linke, Theater Augsburg
- 2015: Platonow, als Marja Jefimowna Grekowa, Regie: Christian Weise, Theater Augsburg
- 2016: Der ideale Mann, als Mabel Chiltern, Regie: Schirin Khodadadian, Deutsche Fassung von Elfriede Jelinek, Theater Augsburg
- 2016: Der jüngste Tag, als Anna, Regie: Maria Viktoria Linke, Theater Augsburg
- 2016: Pünktchen und Anton, als Pünktchen, Regie: Martina Eitner-Acheampong, Theater Augsburg
- 2017: Die schärfsten Gerichte der tatarischen Küche, UA, als Sulfia, Regie: Pascal Wieandt, Theater Augsburg
- 2017: Die Welt ist: schlecht! Und ich bin: Brecht!, UA, Regie: Patrick Wengenroth, Theater Augsburg
- 2017: „Unruhe“ im Paradies, UA, Regie: Harry Fuhrmann und Christiane Wiegand, Theater Augsburg
- 2017: Auerhaus, als Vera, Regie: Bibiana Picado Mendes, Theater Augsburg
- 2017–2018: Die Schneekönigin, als Kind 6/Großmutter/Räubermutter/Taube, Regie: Kristo Šagor, Junges Schauspiel Düsseldorf
- 2018: König der Möwen, als Sanny, Regie: Patrick Wengenroth, Kampnagel

## Filmografie
- 2013: New Look
- 2015: The Film Inside Your Head
- 2016: SOKO München (Fernsehserie, Folge Der Kuss)
- 2018: Die Heiland – Wir sind Anwalt (Fernsehserie, Folge Tiefer Fall)
- 2019: Väter allein zu Haus (3. Folge: Timo)
- 2022: Bettys Diagnose (Fernsehserie, Folge Liebestest)